# Adam Savage
Adam Whitney Savage (Nova Iorque, 15 de Julho de 1967), mais conhecido como Adam Savage, era o coapresentador do programa MythBusters, exibido no canal de televisão por assinatura Discovery Channel, no ateliê de seu parceiro Jamie Hyneman, M5 Industries. O programa ficou famoso por desmascarar lendas urbanas famosas.

## Juventude
Savage nasceu na cidade de Nova Iorque e foi criado em Sleepy Hollow. Ele se formou na Sleepy Hollow High School em 1985. Seu avô materno foi Cushman Haagensen, um cirurgião que pioneirou a cirurgia de câncer de mama. Seu pai, Whitney Lee Savage (1928–1998) foi um pintor, diretor e animador conhecido por seu trabalho na Sesame Street e tem uma exibição permanente no Avampato Discovery Museum em Charleston. Whitney Lee também é conhecido por dirigir o curta independente Mickey Mouse in Vietnam. Sua mãe, Karen, é uma psicoterapeuta. Ele é o segundo mais novo de seis filhos, com quatro irmãos mais velhos vindo de casamentos anteriores. Ele tem dois irmãos mais velhos, duas irmãs mais velhas e uma mais nova. Sua irmã, Kate Savage, também é uma artista. Quando adolescente em Sleepy Hollow, ele rotineiramente ia para a bicicleteira local para consertar seus pneus.O pessoal da loja o mostrou como arrumar sem ajuda e dessa experiência, Savage disse, "Percebi que você poderia desmontar e remontar uma bicicleta e isso nem é tão difícil... Tenho montado bicicletas desde então."
Savage começou a atuar quando criança e teve cinco anos de aulas de atuação. Seus primeiros créditos incluem a voz de personagens animados que seu pai produziu para Sesame Street, Jimmy, um garoto da loja Sr. Whipple num comercial do Charmin, um assistente de efeitos especiais em Star Wars e um garoto se afogando sendo salvo por um salva-vidas num vídeo musical do Billy Joel, "You're Only Human (Second Wind)", de 1985.
Savage abandonou a carreira de ator aos 19 anos de idade. "Desisti em favor de fazer as coisas com as minhas mãos", ele disse. Ele descreve os MythBusters como "o casamento perfeito entre duas coisas: atuação e efeitos especiais." No dia 25 de novembro de 2011 ele recebeu um doutorado honorário da Universidade de Twente por popularizar a ciência e tecnologia.

## Carreira

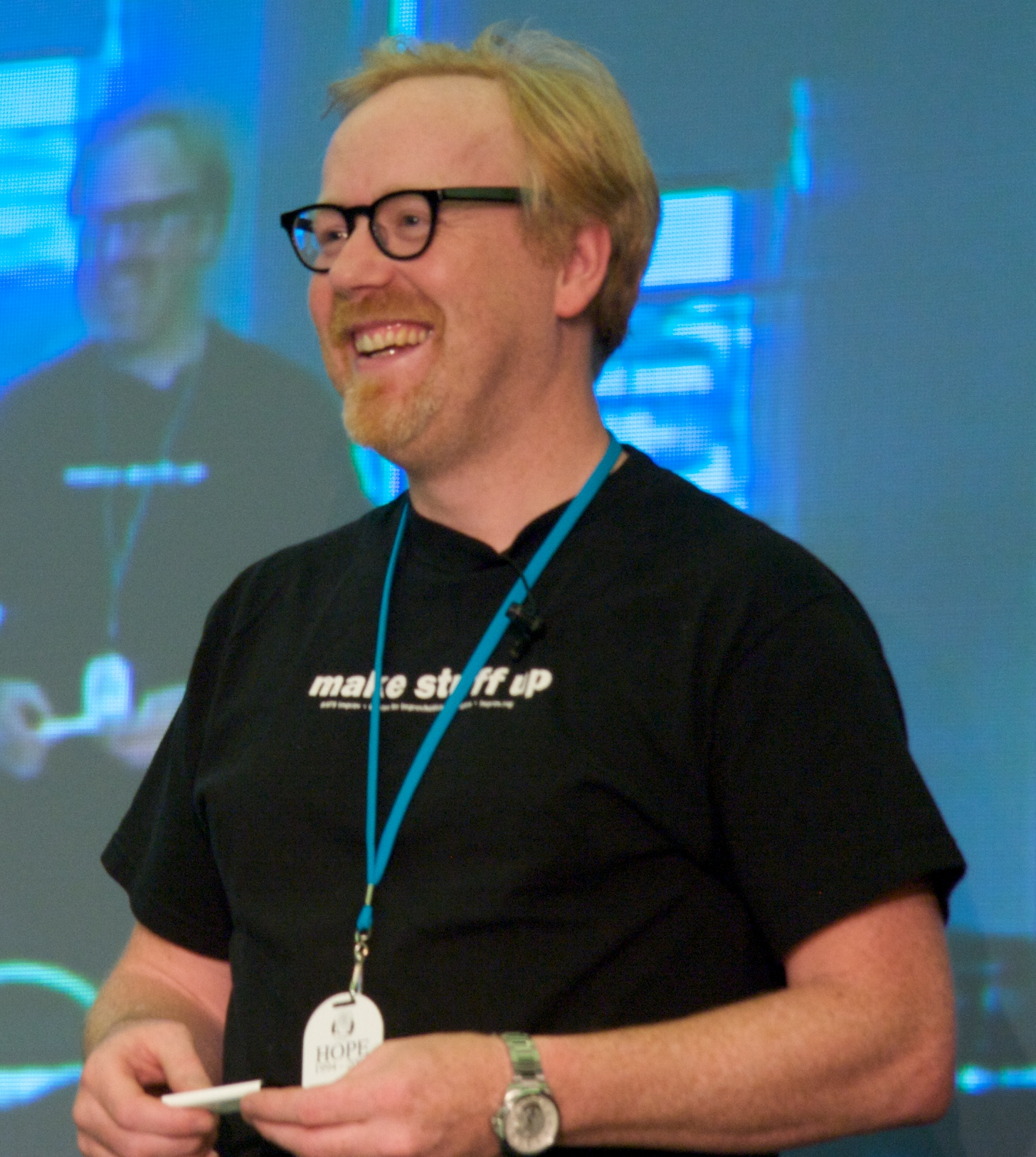
Savage em julho de 2008

Savage já trabalhou como animador, designer gráfico, carpinteiro, projecionista, revelador de filme, apresentador de televisão, designer cênico, projetista de brinquedos e dono de galeria. Ele já trabalhou como modelista nos filmes Galaxy Quest, O Homem Bicentenário, Star Wars: Episódio II – Ataque dos Clones, The Matrix Reloaded e Space Cowboys, entre outros.
Savage interpretou o papel de um engenheiro no filme Ever Since the World Ended de 2001 e o dono de uma loja de equipamentos militares que vende um motor de foguete para um homem colocar em sua caminhonete no The Darwin Awards (2006), que também apresentou Jamie Hyneman. Ele fez um cameo com o Hyneman no episódio "The Theory of Everything" da série CSI: Crime Scene Investigation. No material de "making of" para The Matrix Revolutions", ele aparece como um artista de efeitos especiais e discute sobre as miniaturas e dificuldades envolvidas.
Ele previamente ensinou sobre produção avançada de modelos no departamento de Design Industrial da Academy of Art University em São Francisco.
Savage se tornou um apresentador regular na conferência anual para céticos, The Amaz!ng Meeting organizada por James Randi, desde sua primeira aparição em janeiro de 2006. Savage credita sua introdução à comunidade cética para Michael Shermer, que o entrevistou para a Skeptic Magazine. Ele também apareceu no Reino Unido, dando uma palestra no primeiro Amazing Meeting London de 3 a 4 de outubro de 2009, no Mermaid Conference Centre, Blackfrars.
Savage foi um apresentador em três shows v1.x do w00tstock em 2009 e quatro shows v2.x do w00tstock em 2010. Ele também apareceu como convidado no 220º show do Diggnation..
Savage tem sido um convidado regular no Maker Faire desde 2008, falando sobre tópicos diferentes desde sua obsessão com o pássaro Dodô e solução de problemas, além de responder perguntas da audiência sobre os MythBusters e outras coisas.
Savage foi o protagonista de um episódio da série Curiosidade, no qual ele especulou se é ou não possível que os humanos possam viver para sempre. Durante o episódio ele discutiu várias questões como a regeneração de órgãos, impressão de órgãos e até mesmo rejuvenescimento.
Em 2011, ele apareceu como "Dan" no curta metragem Night of the Little Dead, dirigido por Frank Ippolito.

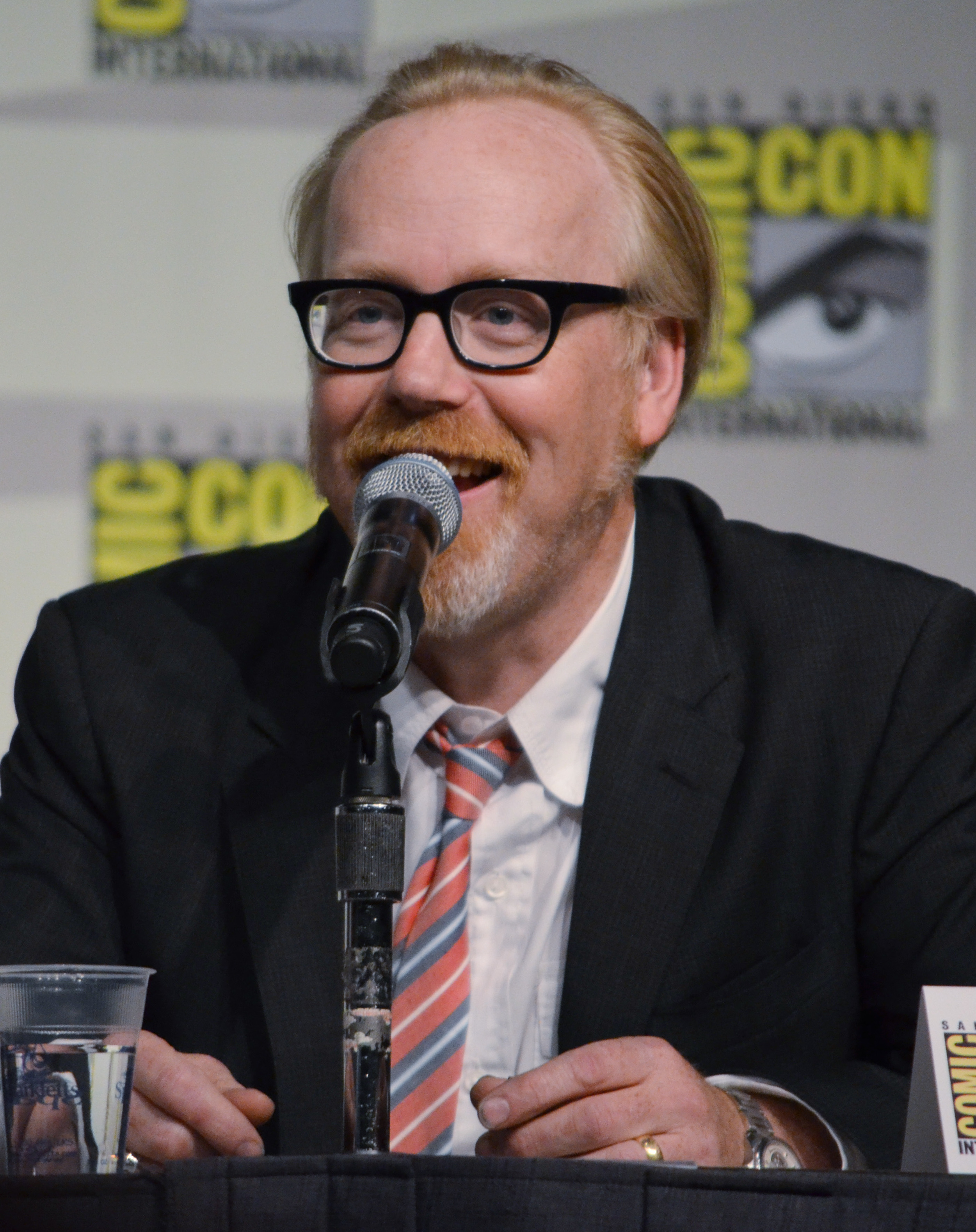
Savage em julho de 2012

Savage e Hyneman foram juízes no game show Unchained Reaction, lançado em março de 2012.
Savage é um palestrante no City Arts & Lectures de São Francisco e já fez uma palestra no Festival Interativo do South by Southwest no dia 10 de março de 2014.
No dia 24 de março de 2012, Savage palestrou no primeiro Reason Rally em Washington, D.C..
No dia 18 de março de 2012 Savage foi o commencement speaker no Sarah Lawrence College.
Savage é o co-apresentador no podcast semanal Still Untitled: The Adam Savage Project. O projeto foi lançado no dia 5 de junho de 2012 e é no formato de uma conversa entre Savage, Will Smith, Norman Chan e Simone Giertz sobre ciência, filmes, criação e ética no trabalho. Os episódios duram entre 30 e 45 minutos.
Savage é atualmente um editor e contribuidor no Tested.com.
Em 2017, Savage fez o tour Brain Candy LIVE! junto de Michael Stevens.
Em abril de 2017, Savage interpretou o papel de um especialista de missão no episódio Caliban's War da série The Expanse.
Em junho de 2017, ele foi nomeado como Humanista do Ano pela Associação Humanista Americana em sua conferência anual.
Em outubro de 2017, Savage fez um cameo como dono de loja no curta 2048: Nowhere to Run, prequela de Blade Runner 2049.
Em abril de 2018, Discovery anunciou que Savage iria apresentar e produzir a série MythBusters Jr, focada num grupo de jovens cientistas com a missão de completar vários experimentos de desafios através do uso de suas habilidades de STEAM.
Em julho de 2018 Savage, em cooperação com Weta Workshop, cricou e atuou no curta A Farewell To Arms.
No dia 20 de fevereiro de 2020 Adam Savage foi apontado como Diretor Criativo da SiliCon (anteriormente Silicon Valley Comic Con), sucedendo Steve Wozniak.

### MythBusters

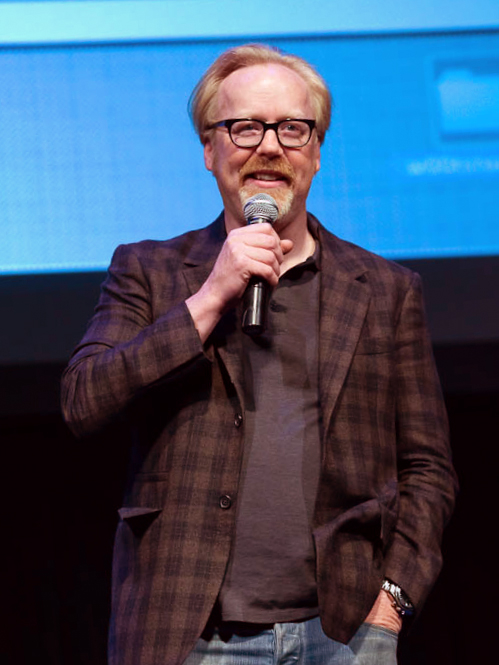
Savage em julho de 2011

O seu papel ao lado dos demais apresentadores foi o de desprovar ou confirmar mitos através de testes e experimentos realizados em escalas diferentes. Seu estilo nos MythBusters foi animado e energético, sendo um espelho da persona mais séria e direta do Jamie Hyneman.
Savage e Hyneman foram os únicos apresentadores durante a primeira temporada e só vieram a adicionar outros membros da equipe do Hyneman durante a segunda temporada, que então viraram parte do programa; Kari Byron, Tory Belleci e Scottie Chapman. Na terceira temporada, Chapman foi substituída por Grant Imahara, um roboticista e modelista.
Filmado em São Francisco e editado em Artarmon, New South Wales, Austrália, MythBusters exibiu um total de 282 episódios antes de seu cancelamento ao final da temporada de 2016.
Savage chegou a expressar seu interesse de provar a seleção natural no lugar do criacionismo nos MythBusters. Entretando, ele falou que tal episódio era improvavel devido a política do programa ser contra tentar desprovar fenômenos sobrenaturais.
No dia 15 de novembro de 2017, o canal Discovery Science reviveu a série com os novos apresentadores Jon Lung e Brian Louden, que foram selecionados na competição MythBusters: The Search. Passou a ser filmado em Santa Clarita ou em outras partes no sul da Califórnia.

## Vida pessoal
Savage se casou com Julia Ward no dia 11 de setembro de 2004. Ele tem gêmeos de um relacionamento anterior. É ateu. Ele usa um aparelho auditivo nos dois ouvidos devido a uma otosclerose congenita. Ele mora em São Francisco.
Savage tem um interesse na criação de roupas e cosplay que dura a vida toda: "Lembro da minha mãe me comprando uma roupa do "Tubarão" quando o filme foi lançado... e usar uma fantasia do Batman. Na época, todo mundo se vestia como um hobos." Ele luta por autenticidade em suas fantasias. Enquanto estava no ensino médio, ele e seu pai fizeram uma armadura de aluminio com setecentos rebites. "Eu usei para ir à escola e desmaiei por exaustão devido ao calor na aula de matemática. Acordei na enfermaria e a primeira coisa que disse foi: 'Cadê minha armadura?'".
Em junho de 2020, sua irmã mais nova, Miranda Pacchiana, o processou, alegando ter sido repetidamente estuprada quando eram crianças. Apesar do estatuto de limite para o suposto crime já ter expirado, o processo tornou-se possível em agosto de 2020, como resultado do New York Child Victims Act, que dá uma janela de um ano permitindo que vítimas de abuso durante a infância se levante, apesar do tempo passado desde a ocorrência. Savage respondeu com: "Enquanto espero que minha irmã encontre ajuda necessária para ficar em paz, isso precisa acabar. Por muitos anos ela tem sem descanso e falsamente atacado a mim e outros membros de minha família para quem quer que ouça [...] Vou lutar contra esse processo sem base e ofensivo e trabalhar para enterrar esse assunto de vez." A mãe deles veio em defesa do Adam: "“É triste ter de dizer isso, mas minha filha sofre de problemas mentais severos e é devastador que ela esteja colocando o Adam e toda a família nessa situação. O Adam é um bom homem e o apoio completamente.”
O processo foi resolvido através de mediação no dia 24 de maio de 2021 e encerrado no dia 25 de maio. Os detalhes não foram tornados públicos. Pacchiana apagou seu texto sobre Savage, que originalmente iniciou o processo.